# Mandara-ji
Mandara-ji (曼荼羅寺?) es un templo budista de la secta Shingon en la localidad de Zentsūji, prefectura de Kagawa, Japón. Se trata del 72.º lugar de peregrinación del Camino de Shikoku. Es el templo ancestral del clan Saeki.

## Historia
Establecido en el año 807, este templo tiene una fuerte asociación con Kukai como el templo ancestral del clan Saeki, del cual Kukai era miembro, y fue llamado en primer lugar Yosaka-dera. Remodeló el Mandara-ji siguiendo el ejemplo de un templo en China a su regreso de ese país, y se dice que también plantó el pino que todavía crece en el recinto. La construcción fue finalizada tras 3 años y se consagró a Dainichi Nyorai en el salón principal. Kukai trajo tres mandalas de la dinastía Tang, por lo cual el templo acabó denominándose Mandara-ji.

## Estatuas

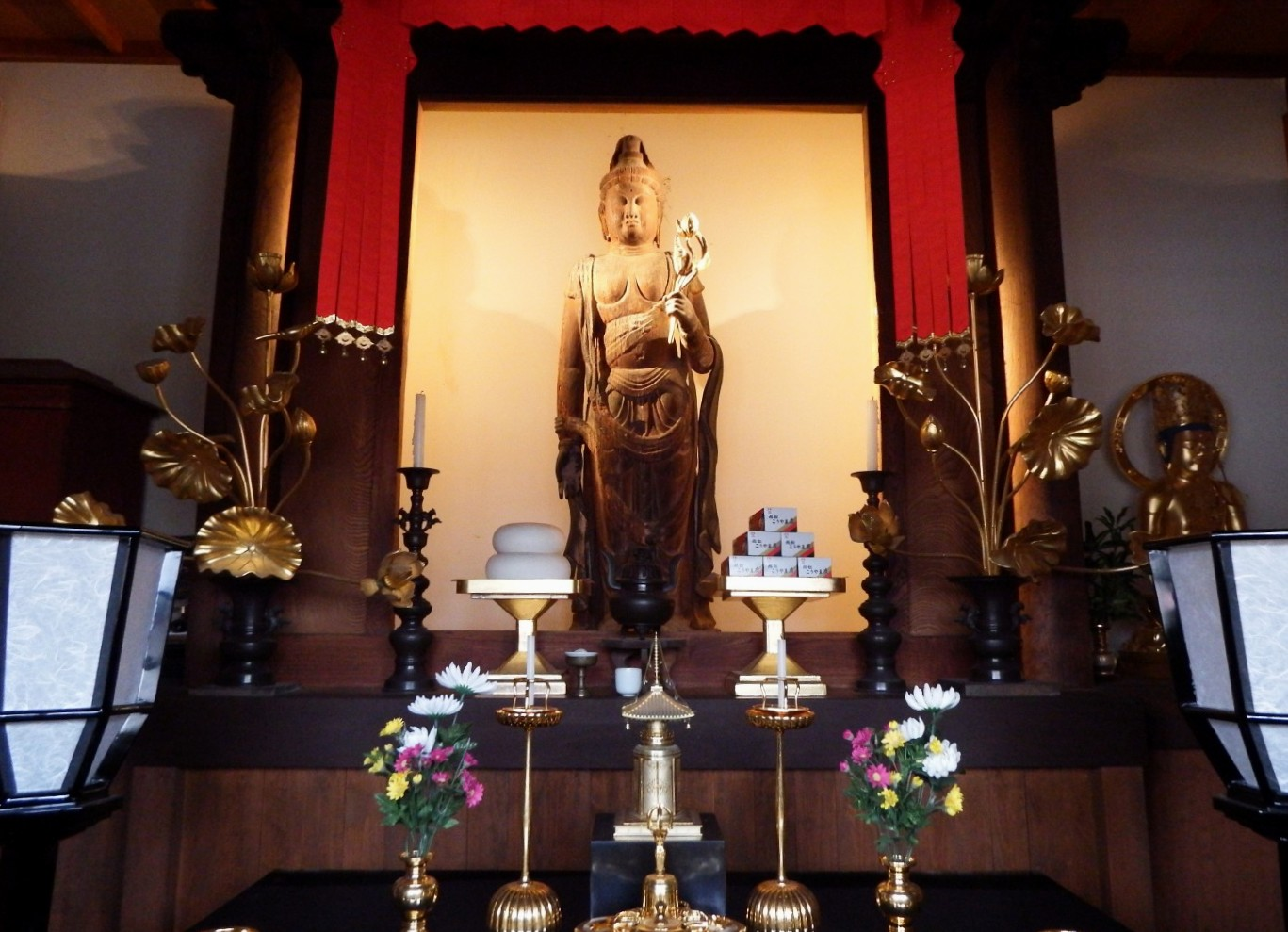
Estatua de Kannon-do.

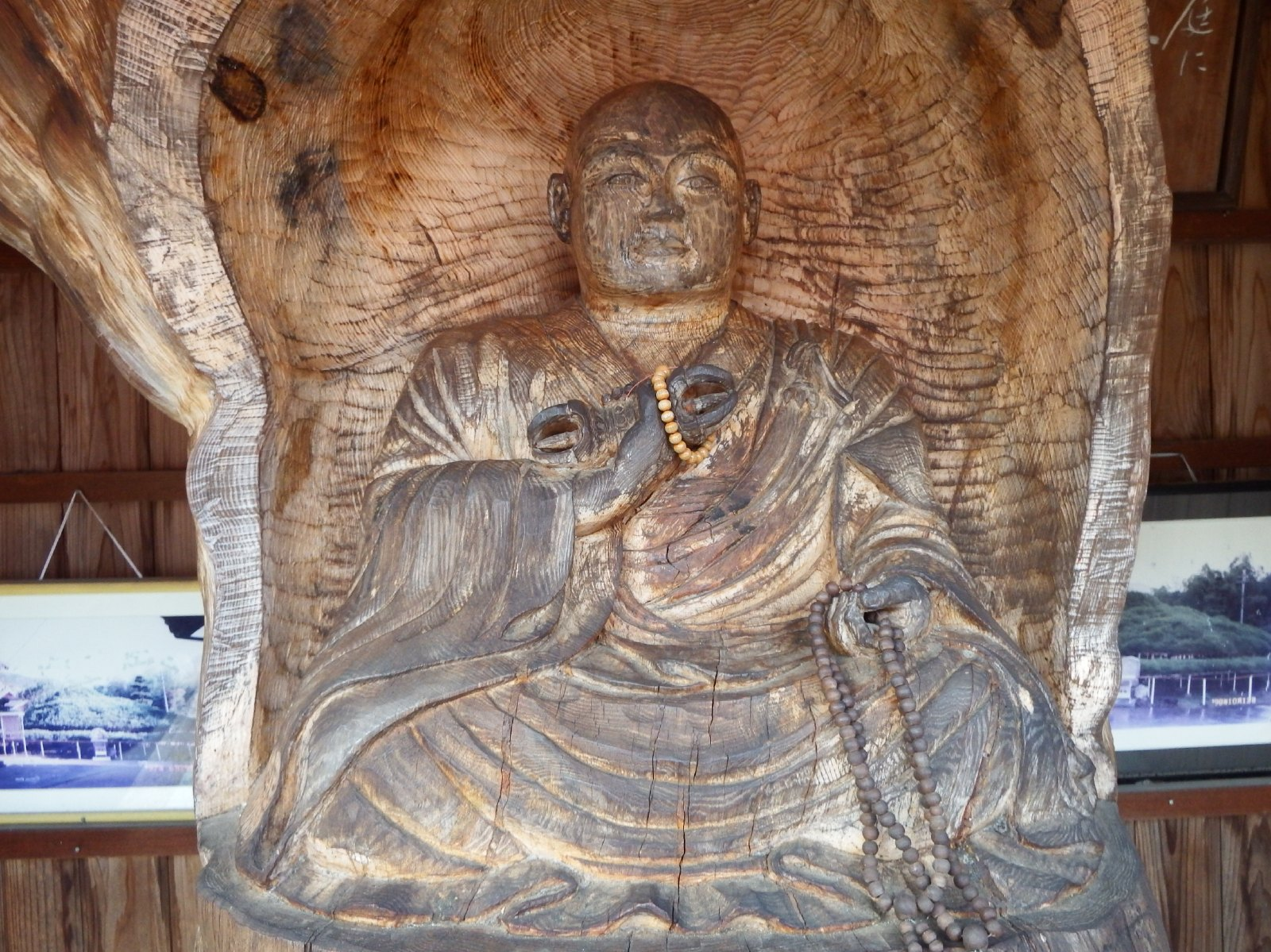
Estatua de Kukai.

Una de las estatuas del templo consagra a Kannon-do. Datada del período Heian tardío, está hecha en ciprés y mide 158 cm. Ha sido designada como Bien cultural tangible de la prefectura de Kagawa. Otra estatua destacada representa a Kukai, tallada en el tronco de un pino.